# Кони Сойър
Кони Сойър (на английски: Connie Sawyer; 27 ноември 1912 – 21 януари 2018) е американска актриса.

## Биография
Роузи Коен е родена в Пуебло, Колорадо, на 27 ноември 1912 г. в семейството на еврейски имигранти от Румъния. Израства в Оукланд, Калифорния.
В началото на кариерата си работи като комик и изпълнител в нощен клуб. Сойър прави своя дебют като певица и танцьорка в нощни клубове около 1932 г. По-късно приема Кони Сойър като артистичен псевдоним.
Първите ѝ телевизионни появи са в „Шоуто на Милтън Бърл“, „Комедийният час на Колгейт“ и „Шоуто на Джаки Глийсън“ в края на 40-те години на 20 век.
Последните роли на Сойър са Г-жа Съливан в епизод на „Рей Донован“ през 2014 г. и като възрастната жена в сегмент от комедийното предаването Last Week Tonight с Джон Оливър през 2015 г.
Кони Сойър умира на 105 години на 21 януари 2018 г. в дома и болница за възрастни хора на филмовата и телевизионна фондация в Уудленд Хилс, Лос Анджелис, Калифорния.

## Частична филмография
- „Шоуто на Джаки Глийсън“ (2 епизода, 1954)
- „Дупка в главата“ (1959)
- „Шоуто на Дона Рийд“ (1 епизод, 1961)
- „Д-р Килдер“ (1 епизода, 1962)
- „ФБР“ (5 епизода, 1965 – 1966; 1969 – 1972)
- „Хавай 5-0 (сериал, 1968)“ (2 епизода, 1974; 1979)
- „Шоуто на Мери Тайлър Мур“ (1 епизод, 1975)
- „Улиците на Сан Франциско“ (2 епизода, 1976)
- „О, Боже!“ (1977)
- „Лу Грант“ (1 епизод, 1977)
- „Старски и Хъч“ (2 епизода, 1977 – 1978)
- „Досиетата Рокфорд“ (1 епизод, 1978)
- „Династия (сериал)“ (1 епизод, 1982)
- „Убийство по сценарий“ (2 епизода, 1986; 1991)
- „Когато Хари срещна Сали“ (1989)
- „От глупав по-глупав“ (1994)
- „Домашен ремонт“ (1 епизод, 1995)
- „Зайнфелд“ (1 епизод, 1997)
- „Бекър“ (3 епизода, 1999)
- „Спешно отделение“ (2 епизода, 1999; 2006)
- „Уил и Грейс“ (1 епизод, 2000)
- „Шеметни години“ (1 епизод, 2000)
- „Осем прости правила“ (1 епизод, 2003)
- „Невъзможно твой“ (2003)
- „Как се запознах с майка ви“ (1 епизод, 2007)
- „Офисът (сериал, САЩ)“ (1 епизод, 2009)
- „Без пукната пара“ (1 епизод, 2013)
- „Рей Донован“ (2 епизода, 2013 – 2014)
- Last Week Tonight (1 епизод, 2015)